# Гуадальканаль

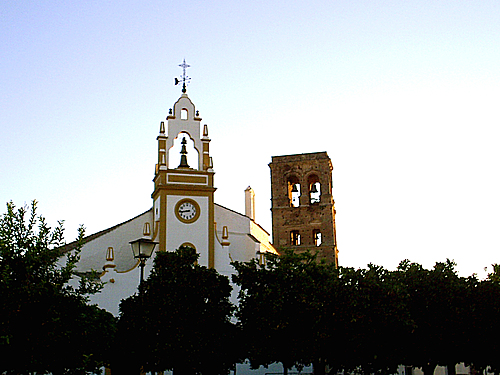
Церковь Богоматери в Гвадальканале

Гуадальканаль (исп. Guadalcanal, [gwadalka'nal]) — муниципалитет в Испании, входит в провинцию Севилья, в составе автономного сообщества Андалусия. Муниципалитет находится в составе района (комарки) Сьерра-Норте-де-Севилья.
Население составляет 2962 человека по состоянию на 2010 год.

## Топоним
Топоним «Гвадальканаль» выводится от арабского Вад аль-Каналь (араб. وادي القنال‎ - долина каналов). Первые поселения человека на этих землях относятся к периоду палеолита. После вытеснения иберийской культуры, в которой поселение называлось Tereses, римляне основали город Sisapo, расположенный на дороге, связывающей Hispalis с Emerita Augusta. Вполне возможно, что в конце имперского периода он получил название Canalia, повторно использованное арабами спустя несколько веков, добавив «Вад», чтобы указать на наличие реки. В результате получилось Вад аль-Каналь.
В свою очередь, Гвадальканаль дал название острову Гуадалканал, одному из Соломоновых островов. Его так назвал первооткрыватель Педро де Ортега-и-Валенсия, уроженец этого города, член экспедиции Альваро Менданья де Нейра. Вокруг этого острова развернулась одна из решающих битв Второй мировой войны, битва за Гуадалканал.

## Население
| Год  | Численность | Численность   |
| ---- | ----------- | ------------- |
| 2001 | 2959        | [ 3 ]         |
| 2002 | 2937        | [ 4 ]         |
| 2004 | 2918        | [ 5 ]         |
| 2005 | 2927        | [ 6 ]         |
| 2006 | 2970        | [ 7 ]         |
| 2007 | 2994        | [ 8 ]         |
| 2008 | 3001        | [ 9 ]         |
| 2009 | 2973        | [ 10 ]        |
| 2010 | 2962        | [ 11 ]        |
| 2011 | 2927        | [ 12 ]        |
| 2012 | 2897        | [ 13 ]        |
| 2013 | 2861        | [ 14 ]        |
| 2014 | 2805        | [ 15 ]        |
| 2015 | 2744        | [ 16 ]        |
| 2016 | 2706        | [ 17 ]        |
| 2017 | 2659        | [ 18 ]        |
| 2018 | 2646        | [ 19 ] [ 20 ] |
| 2019 | 2627        | [ 21 ]        |
| 2020 | 2608        | [ 22 ]        |
| 2021 | 2588        | [ 23 ]        |
| 2022 | 2589        | [ 24 ]        |
| 2023 | 2545        | [ 25 ]        |
| 2024 | 2522        | [ 1 ]         |